# Infrahome
Infrahome és un concepte, emprat de forma especial en política i psiquiatria al primer terç del segle xx, creat per oposició al de Superhome. Prové de l'Alemanya, on Untermensch és emprat pels nacionalsocialistes i els eugenistes. En la ideologia nacionalsocialista, els "aris", és a dir, especialment els pobles germànics, eren considerats superiors a la resta. Els representants d'altres creences també van utilitzar aquest terme, encara que no necessàriament en contexts racistes.

## Orígens del terme
La paraula alemanya Untermensch ja existia abans, però en un sentit no racial. Per exemple, el poeta romàntic Jean Paul ho fa servir a la seva novel·la Hesperus (1795) sobre un orangutan, al capítol 8. Altrament, els jocs de paraules amb el terme popularitzat per en Friedrich Nietzsche semblen habituals des del segle xix i, a causa del tret lingüístic alemany de poder combinar prefixos i arrels gairebé a voluntat per crear noves paraules, aquest desenvolupament es pot considerar lògic. Per exemple, l'autor alemany Theodor Fontane contrasta el parell de paraules Übermensch / Untermensch al capítol 33 de la seva novel·la Der Stechlin, del 1899, encara que no en un sentit racial.

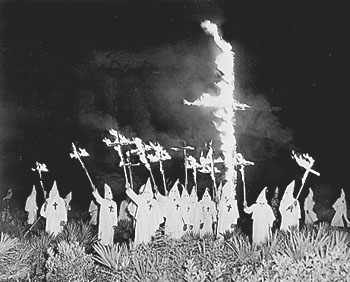
Aquelarre del Ku Kux Klan

En el sentit que ha arribat a l'actualitat, tot i que sol considerar-se ideat pels nazis, l'expressió «home inferior», va ser emprada originàriament per l'autor nord-americà, i membre del Ku Klux Klan Lothrop Stoddard en el títol del seu fullet de 1922 The Revolt Against Civilization: The Menace of the Under Man (La revolta contra la Civilització: L'amenaça del subhumà). Més tard, va ser emprada a la versió alemanya del llibre, Der Kulturumsturz: Die Drohung des Untermenschen (1925). És possible que Stoddard construís el seu "home inferior" com un oposat al concepte Übermensch (superhome) d'en Nietzsche. Stoddard no ho diu explícitament, però es refereix críticament a la idea del “superhome” al final del seu llibre.

## Nacionalismes emergents europeus
A principis del segle xx, sorgí a Europa un nou nacionalisme, de caràcter ètnic (l'anomenat Völkisch nationalism a Alemanya), que implicava una confluència de diverses ideologies (nacionalisme ètnic, darwinisme social, racisme, eugenisme, etc.) i referents filosòfics com el superhome de Nietzsche. Aquest magma ideològic aniria donant forma a un nacionalisme de caràcter radical amb un l'hiperlideratge i cabdillisme, i que reclamava una regeneració nacional mitjançant la biopolítica, atès que hi havia individus racialment degenerats que malmetien la raça, i per extensió la nació. Per exemple, en aquest substrat ideològic previ es poden trobar les principals característiques de la futura ideologia nacionalsocialista, que no apareixeria com a tal fins als anys 20 del segle xx.
Part d'aquest pensament arribà a Espanya de mà de diversos intel·lectuals, com ara en Ramiro de Maeztu, i es sumà al regeneracionisme ja existent, originat per la generació del 98, i organitzacions com la Institución Libre de Enseñanza (ILE), per a la que el procés de regeneració nacional demanava forjar un home nou, cosa que requeria «recórrer a la psicologia científica, i aquesta, alhora, a la nova psicologia».

## Nacionalcatolicisme
A Espanya, a més del terme infrahome, sovintegen els termes subhome i degenerat en discursos i articles, especialment a partir dels anys 30. Són paraules emprades amb naturalitat a la premsa, sense explicacions del significat concret, de manera que es dedueix que eren de coneixement general.
Després dels anonemats fets d'octubre, a Astúries i Catalunya, la dreta espanyola i els diaris conservadors descrigueren als revoltats com a "besties" i "degenerats" (diari El Debate), infrahomes, gent que no mereixien ser espanyols ni ésses humans (diari ABC), i àdhuc es demanà un càstig despietat i definitiu (diari El Sol).

A mesura que s'apropa o té lloc la guerra civil, hi ha una divergència en el significat d'infrahome, en el bàndol rebel consolida un deix racial/eugenèsic (jueu, berber/kabileny) a més d'ideològic, mentre que al bàndol republicà és més de tipus cultural. Es pot posar uns d'exemples d'aquesta mena de discurs:
Heraldo de Almería, 3 de novembre de 1934, article «Traïdors impunes»: «Els organitzadors i principals responsables de la traïció contra la Pàtria comesa per Companys i els separatistes catalans i els de la paral·lela revolució marxista... Aquests inductors que per mitjà de la paraula o de la ploma han llançat a la carrer a milers d'infeliços i degenerats per fer front primer a la metralla disparada pels defensors de l'ordre públic...»
Guión: diario de la mañana, 4 de febrer de 1937, article «El general Sanjurjo es va matar en una avioneta sabotejada per la maçoneria. El complot va ser organitzat per l'assassí Angel Galarza»:«Galarza, assassí integral. Home viscós, fred, folrat de rancúnies. La seva tònica antropològica és l'odi a tot allò que l'envolta. Un odi patològic, l'origen del qual cal cercar en certes tares sexuals. Com Azaña. Com a «Ricardito». Com Jiménez Asúa. Com aquell Katipuán d'homes al revés del crim del correu d'Andalusia. Així és Galarza. I aquesta és la raó que subhomes com ell i com Azaña, experimentin un odi típicament fisiològic cap a homes cabalment organitzats com a tals homes; vers homes d'acusats perfils com a animadors de masses. Per això van caure Calvo Sotelo i Sanjurjo. Per homes i per esvalotadors. Homes antípodes de Rivas Cheriff, Gassols i altres petits gris d'aquella república d'incomplets... Avui 4 de Febrer fa justament set anys que Louguet i Blum van arribar a Espanya, enviats per les lògies jueves...»
Diario de la Marina, 20 de gener de 1938, article «El meu fillol l'heroi», de Gaspar Betancourt: «...Fillo no era un intel·lectual. Era un sentimental (com tots els Jiménez), era un noi senzill i sa, que des que es va aturar, va exhibir amb una gallardia varonil... un temple decidit i valent... Avui que sentim com mai, que l'home ple es ens confon amb els infrahomes, podem avaluar... el Capità Jiménez Alum va ser «tot un home», per la qual cosa hi havia, de punt d'honor de noblesa, de generositat i d'home de bé...»
Guanyada la guerra pel bàndol rebel, el franquisme propugna, igual que a l'Alemanya nazi, la recerca de l'home nou, i la distinció entre homes i no-homes/infrahomes. Aquest discurs eugenèsic i ètnic, transversal al règim, es redueix a nacionalisme espanyol i anticomunisme així que els aliats alemanys i italians comencen a recular a la Segona guerra mundial, però no lliura a la població espanyola en general i a les minories nacionals en particular d'una dura i prolongada repressió.

En aquest sentit, es pot esmentar un fragment de les declaracions de Franco a un diari italià, recollides per El Diario Palentino del 23 d’octubre de 1936:
... Salvaren la Pàtria que s'enfonsava en el mar de la disociació i de la degeneración racial...
i les de Gonzalo de Aguilera, cap de premsa del bàndol rebel, al periodista nord-americà John T. Whitaker:
Hem de matar, matar; sap vostè? Són com animals, sap?, i no cal esperar que es lliuren del virus del bolxevisme. Al cap i a la fi, rates i polls són els portadors de la pesta. Ara espero que comprengui vostè què és el que entenem per regeneració d'Espanya... El nostre programa consisteix... a exterminar un terç de la població masculina d'Espanya, amb això es netejaria el país i ens desfaríem del proletariat, a més també és convenient des del punt de vista econòmic. No tornarà a haver atur a Espanya, ...se n'adona?

## Nacionalsocialisme
El filòleg Victor Klemperer, que més tard publicarà les seves reflexions a la Lingua Tertii Imperii, assenyala que el terme infrahome/subhome pren el sentit actual amb el nazisme:

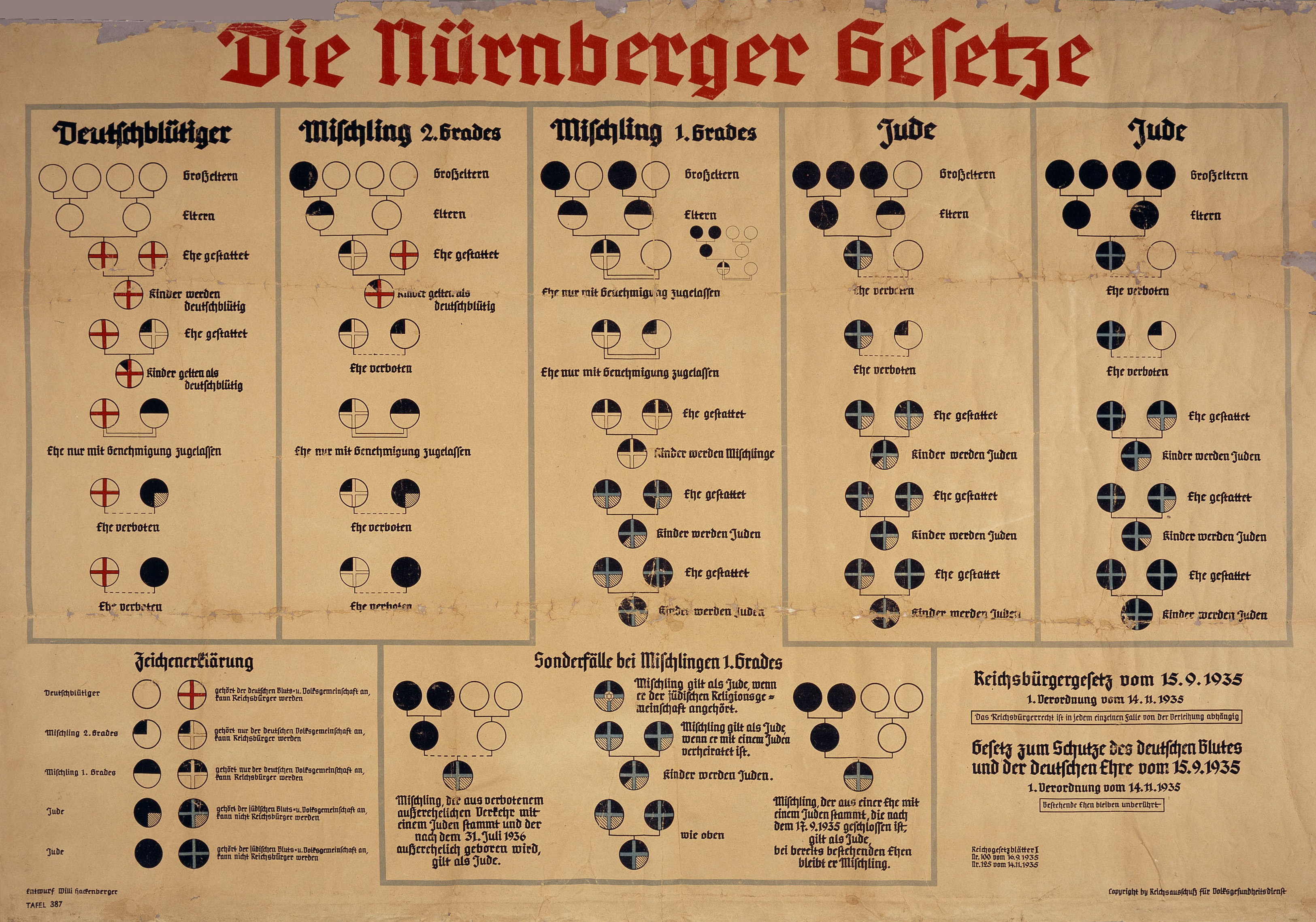
Esquema il·lustratiu de les Lleis de Nubemberg, introduïdes el 1935 pels nazis.

Trobo a Der Stechlin, capítol 33 (pàgina 342): «Ara, en comptes de l'home real, s'ha establert allò que s'anomena el superhome...» La majoria dels neologismes existeixen de vegades molt abans de la seva invenció. (Suposo que en Fontane tampoc va inventar el "subhome", l'equivalent de superhome era present) Però això no exclou la seva novetat. Són nous en el moment en què apareixen i són actuals com a expressió d'un nou estat d'ànim o d'un fet nou. En aquest sentit, subhome és una paraula específica i nova en la llengua del Tercer Reich.
Els nacionalsocialistes van aprofitar antigues actituds populars d'antisemitisme i antigitanisme. Els propagandistes nazis aviat emprarien el terme, com ara en un discurs al Parlament Regional de Baviera el 1927, on Julius Streicher, editor de Der Stürmer, va emprar el terme Untermensch per referir-se als comunistes de la República Soviètica Bavaresa alemanya:
"Va passar en els dies de la República Soviètica [de Baviera]: quan els subhumans furiosos van assassinar als carrers, els diputats es van amagar darrere d'una llar de foc al Parlament de Baviera
Dins d'aquest llenguatge classificador, els jueus en particular eren considerats els pitjors enemics pels nacionalsocialistes. Ja al llibre Mein Kampf d'Adolf Hitler eren titllats de "espoliadors del poble" o "enemics del Reich " i van ser assetjats i perseguits quan els nacionalsocialistes arribaren al poder. Les lleis racials de Nuremberg de 1935 definien qui es considerava un jueu o un "mestís", i qui era un "ari". Però altres "races alienes", " negres " o " gitanos ", així com minories de la població majoritària alemanya considerades "inferiors", foren vistes com a "subhumans", i perseguides i amenaçades d'aniquilació.
Entre altres, al míting nazi del congrés de Nuremberg de 1935, Joseph Goebbles va declarar que el "bolxevisme és la declaració de guerra dels subhumans internacionals liderats pels jueus contra la cultura en si mateixa". Posteriorment, el 1936, al discurs "El perill mundial del bolxevisme" indicà que els "subhumans existeixen a tots els pobles com a llevat".

També es pot esmentar un discurs del 1936 d'en Himmler:
Nosaltres hauríem d'anar amb compte que mai més a Alemanya, el cor d'Europa, es pugui encendre la revolució judeobolxevic dels subhumans ja sigui des de dins o mitjançant emissaris forans.

### Tipus d'infrahomes

#### Perspectiva eugenèsica

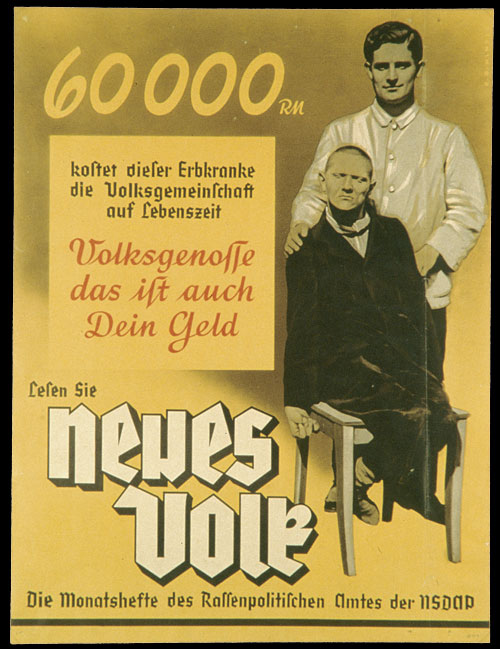
Cartell del 1938 que diu: "60.000 Reichsmark és el que aquesta persona, que pateix un defecte hereditari, costa a la comunitat durant la seva vida. Companys ciutadans, aquests també són els teus diners.

El primer terç del segle xx, a Alemanya, com també altres estats occidentals hi havia un viu debat sobre l'eugenèsia, atès que es vinculava tindre una raça vigorosa amb la prosperitat nacional, però també hi surava el concepte utòpic de l'Home nou. En diversos països europeus s'aprovaren legislacions eugenèsiques que afectaven deficients mentals, però també minories nacionals.
A Alemanya l'eliminació d'individus considerats degenerats respecte a l'estàndard racial està relacionat amb el concepte de "vida no mereixedora de vida", un terme referit als discapacitats greus, malalts incurables, homosexuals, etc., que eren involuntàriament eutanitzats mitjançant el programa Aktion T4.

#### Perspectiva racista/xenòfoba

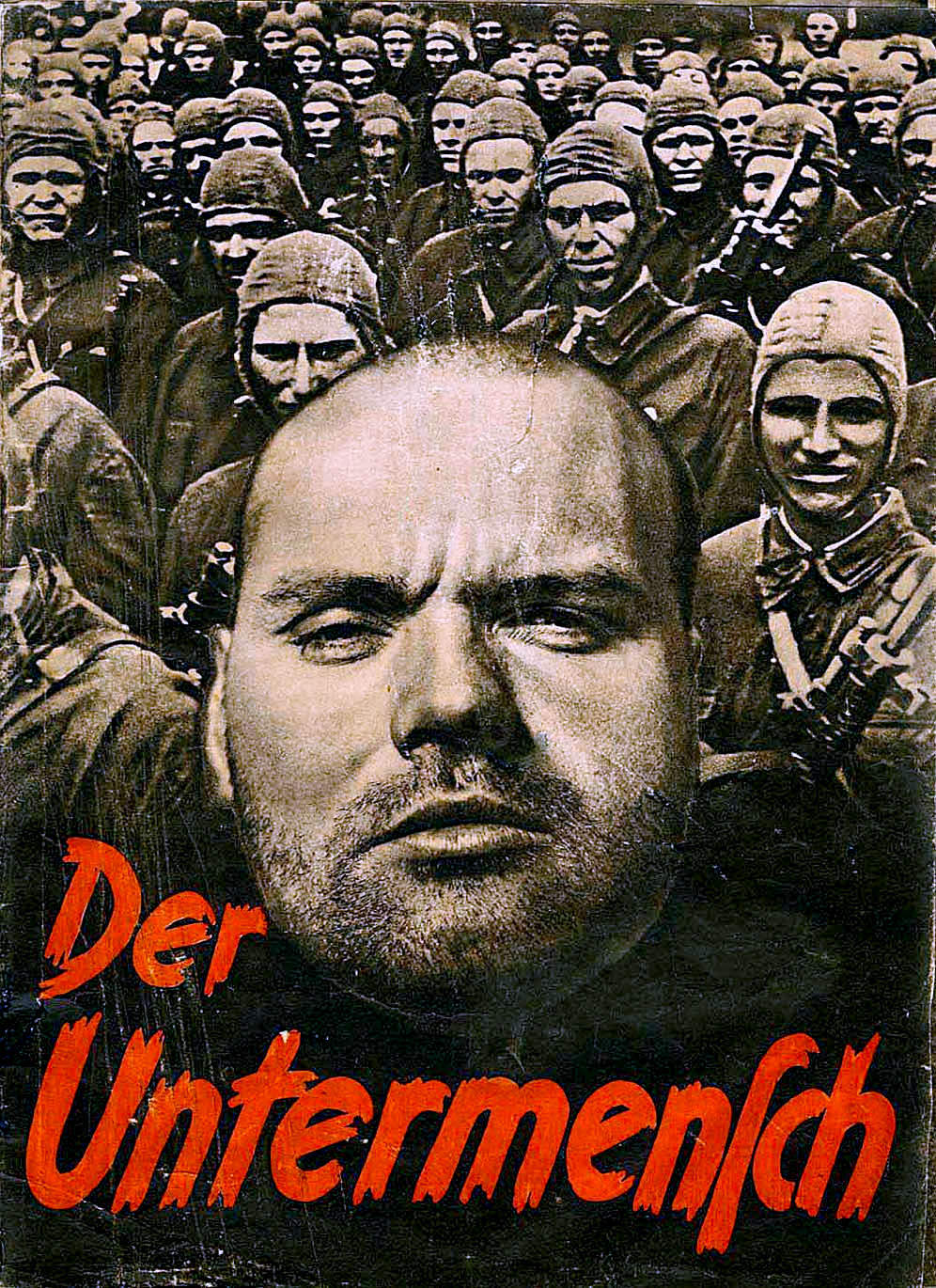
Portada del fulletó de propaganda nazi "Der Untermensch" ("El subhumà"), del 1942, on es representava als eslaus com a "subhumans"

Els nazis dividien les persones que consideraven subhumans en diferents tipus, i actuaven en conseqüència, donant prioritat a l'extermini dels jueus, i a l'explotació dels altres com a esclaus.
L'historiador Robert Jan van Pelt escriu que per als nazis, "va ser només un petit pas cap a una retòrica que enfrontava el mensch europeu contra l'untermensch soviètic, que havia arribat a significar un rus sotmès al judeo-bolxevisme.
El concepte d'infrahome incloïa els jueus, els gitanos i els eslaus, com ara polonesos, ucraïnesos, serbis i russos. Els eslaus eren considerats infrahomes tot just aptes per a l'explotació com a esclaus. Hitler i Goebbels els van comparar amb la "família dels conills" o amb els "animals estòlids" que estaven "ociosos" i "desorganitzats" i s'estenien com una "onada d'immundícia".

A la directiva núm. 1306 del Ministeri d'Il·lustració Pública i Propaganda del Reich del 24 d'octubre de 1939, el terme untermensch és emprat en referència a l'ètnia i cultura poloneses:
Ha de quedar clar per a tots a Alemanya, fins i tot per a la darrera lletera, que polonès és igual a la subhumanitat. Polonesos, jueus i gitanos són al mateix nivell inferior. Això ha d'estar clarament delineat […] fins que tots els ciutadans d'Alemanya tinguin codificat en el seu subconscient que tots els polonesos, ja siguin treballadors agrícoles o intel·lectuals, han de ser tractats com a feristeles.

### Segona guerra mundial
Durant la guerra, la propaganda nazi va ordenar als oficials de la Wehrmacht que ordenessin als soldats atacar a les persones qualificades de «subhumans bolxevics jueus», afirmant que la guerra a la Unió Soviètica oposava els alemanys als jueus, als gitanos i als eslaus.

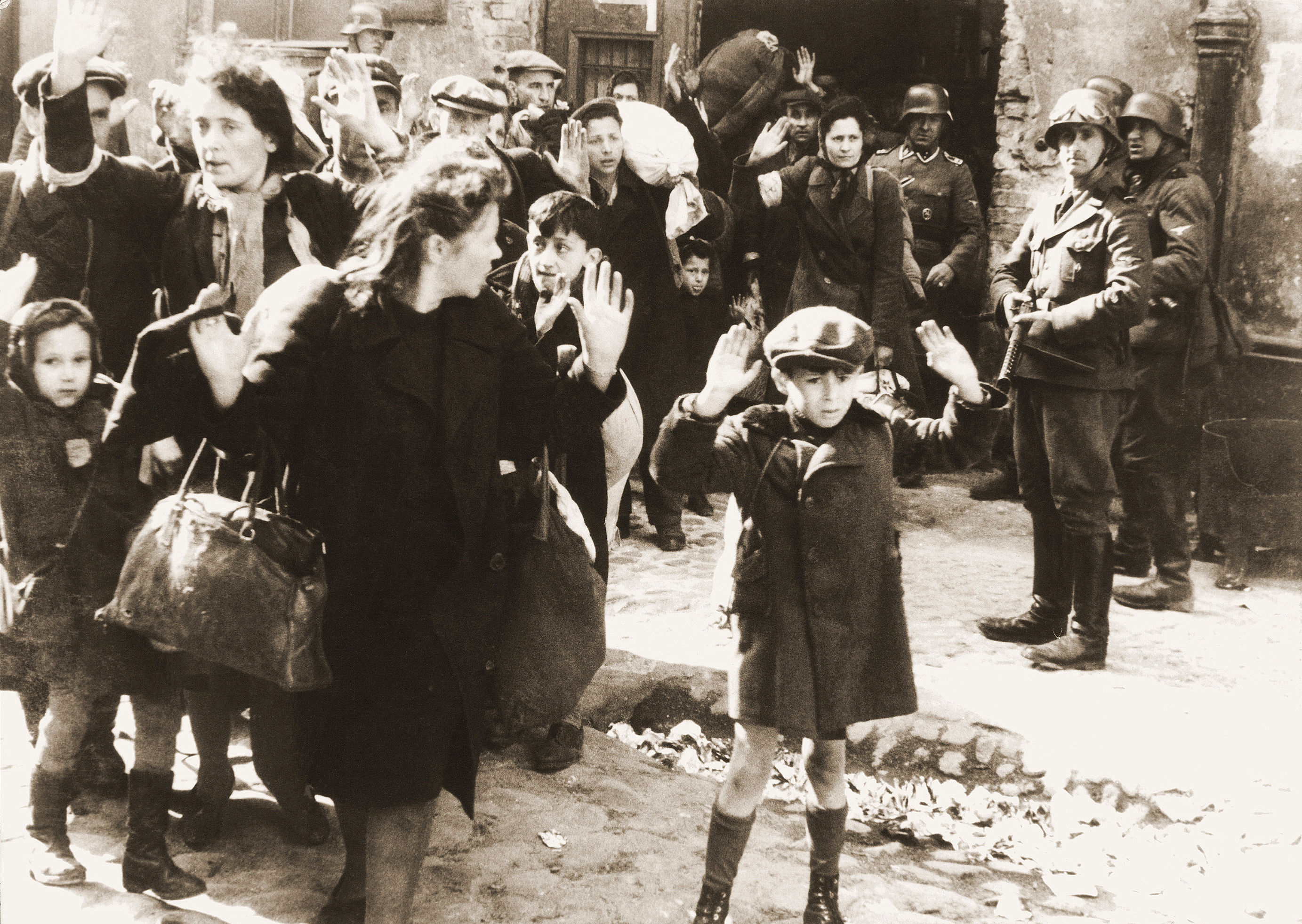
Gueto de Varsòvia

El 16 de febrer de 1943, Heinrich Himmler va ordenar la destrucció del gueto de Varsòvia que, segons ell, constituïa un «espai vital» per a 500.000 infrahumans.
Al marge de voluntaris d'aliats no implicats directament en el conflicte, com la División azul espanyola, per resoldre de manera pragmàtica l'escassetat de personal militar, els nazis van recórrer a soldats d'alguns països eslaus, en primer lloc, aliats del Reich, com ara Croàcia i Bulgària, així com de territoris ocupats. El concepte d'Untermenschen servia als objectius polítics dels nazis per justificar la política expansionista, i en particular la seva agressió contra Polònia i la Unió Soviètica per tal d'aconseguir l'anomenat Lebensraum (espai vital), i en particular a Ucraïna.
Els primers plans del Reich alemany (resumits sota el nom de Generalplan Ost) preveien el desplaçament, l'esclavitud i l'eliminació de no menys de 50 milions de persones, considerades impròpies a la germanització, dels territoris que volia conquerir a Europa; El sòl d'Ucraïna (anomenat txerenzem, terra negra) era considerat com una zona particularment propícia a la colonització per la raça ària superior.